# وزارة الطوارئ (روسيا)
وزارة الطوارئ الروسية، واسمها بالكامل وزارة روسيا الاتحادية لشؤون الدفاع المدني والطوارئ والقضاء على عواقب الكوارث الطبيعية، وتختصر МЧС России، هي إحدى وزارات الحكومة الروسية، تأسست في 10 يناير 1994 في عهد رئاسة بوريس يلتسن. ويمكن تتبع تاريخها إلى 27 ديسمبر 1990، عند تأسيس فرق الإنقاذ الروسية في جمهورية روسيا الاتحادية الاشتراكية السوفيتية والتي أوكل إليها التعامل مع الطوارئ والكوارث الطبيعية. للوزارة أسطول من الطائرات والقوارب بالإضافة إلى المركبات البرية. وتساهم في تقديم المساعدة في حالات الطوارئ خارج روسيا. يرأس الوزارة منذ 21 مايو 2012 فلاديمير بوتشكوف خلفًا لسيرجي شويجو.

## استشهادات
1. ↑  "الرئيس الروسي يقر التشكيل الوزاري الجديد لحكومة ميدفيديف". أخبار اليوم. 21 مايو 2012. مؤرشف من الأصل في 2020-04-03. اطلع عليه بتاريخ 2020-04-03.